# Wenyingia kurosawai
Wenyingia kurosawai är en urinsektsart som först beskrevs av Imadaté 1986.  Wenyingia kurosawai är enda arten i släktet Wenyingia, som tillhör familjen lönntrevfotingar. Inga underarter finns listade i Catalogue of Life.